# Conus tiaratus
Conus tiaratus é uma espécie de gastrópode do gênero Conus, pertencente a família Conidae.